# IEEE 802.1aq
IEEE 802.1aq nel gergo delle reti informatiche è uno standard IEEE relativo alla tecnologia Shortest Path Bridging (o SPB), che semplifica la creazione e la configurazione di reti informatiche nell'ambito carrier, aziendale, e cloud computing eliminando eventuali errori umani e fornendo la funzione di instradamento a più percorsi (multipath routing).
Shortest path bridging (IEEE 802.1aq) è il rimpiazzo dei protocolli Spanning Tree (IEEE 802.1D STP, IEEE 802.1w RSTP, IEEE 802.1s MSTP), che bloccavano il traffico su tutti gli instradamenti ridondanti tranne uno. La tecnologia IEEE 802.1aq rende attivi tutti gli instradamenti possibili con molteplici a costo uguale, permette di avere reti di livello 2 molto più estese, accelera i tempi di convergenza, e migliora l'utilizzazione di reti magliate tramite l'aumento della banda passante e della ridondanza tra i vari nodi permettendo al traffico di essere distribuito su tutti gli instradamenti possibili della rete magliata.